# Oplonia grandiflora
Oplonia grandiflora là một loài thực vật có hoa trong họ Ô rô. Loài này được (Lindau) Stearn mô tả khoa học đầu tiên năm 1971.